# Lijst van Eerste Kamerleden voor de RKSP
Een overzicht van alle Eerste Kamerleden voor de Roomsch-Katholieke Staatspartij (RKSP).
| Eerste Kamerlid                | Begindatum        | Einddatum         |
| ------------------------------ | ----------------- | ----------------- |
| W.J. Andriessen                | 18 juli 1933      | 7 juni 1937       |
| J.F.C. Arntz                   | 7 december 1926   | 19 september 1932 |
| J.A.J. Barge                   | 21 september 1937 | 21 december 1945  |
| H.M.J. Blomjous                | 21 september 1926 | 21 december 1945  |
| J.R.M. van den Brink           | 20 november 1945  | 21 december 1945  |
| A.C. de Bruijn                 | 17 september 1929 | 21 december 1945  |
| J.A.M. Bruineman               | 8 juni 1937       | 15 augustus 1945  |
| P.Th.H.M. Dobbelmann           | 21 september 1926 | 19 september 1932 |
| A.N. Fleskens                  | 18 september 1935 | 21 december 1945  |
| W. Fransen Jzn.                | 21 september 1926 | 16 september 1929 |
| P.J.J. Haazevoet               | 21 september 1926 | 13 februari 1928  |
| O.M.F. Haffmans                | 21 september 1926 | 21 juni 1932      |
| J.N.J.E. Heerkens Thijssen     | 21 september 1926 | 16 september 1935 |
| J.N. Hendrix                   | 17 september 1929 | 11 juli 1931      |
| Ch.M.J.H. Hustinx              | 20 november 1945  | 21 december 1945  |
| J.J.W. IJsselmuiden            | 20 september 1932 | 8 mei 1933        |
| F.I.J. Janssen                 | 21 september 1926 | 21 december 1945  |
| C.H.J.A. Janssen de Limpens    | 20 september 1932 | 21 december 1945  |
| P.W. de Jong                   | 21 september 1926 | 28 maart 1943     |
| G.C.J.D. Kropman               | 17 september 1935 | 7 juni 1937       |
| G.C.J.D. Kropman               | 21 september 1937 | 21 december 1945  |
| J.Ch.L. van der Lande          | 21 september 1926 | 19 september 1932 |
| W.M. van Lanschot              | 21 september 1926 | 3 oktober 1941    |
| G.A.H. Michiels van Kessenich  | 21 september 1926 | 21 december 1945  |
| J.Ch.A.M. van de Mortel        | 8 september 1939  | 21 december 1945  |
| H.Ch. Nijkamp                  | 6 februari 1940   | 21 december 1945  |
| F.L.D. Nivard                  | 25 maart 1931     | 11 februari 1945  |
| P.J. Reymer                    | 13 maart 1928     | 9 augustus 1929   |
| C.P.M. Romme                   | 9 juni 1937       | 23 juni 1937      |
| H. Ruyter                      | 20 september 1932 | 7 juni 1937       |
| A.F.O. van Sasse van Ysselt    | 17 september 1929 | 5 augustus 1939   |
| A.J. Schoemaker                | 20 september 1932 | 21 december 1945  |
| P.J.S. Serrarens               | 17 september 1929 | 7 juni 1937       |
| A.M.A.A. Steger                | 21 september 1926 | 14 september 1945 |
| F.X.A. Verheyen                | 21 september 1926 | 1 mei 1929        |
| M. Visser                      | 15 oktober 1931   | 16 september 1935 |
| J.J.G. van Voorst tot Voorst   | 21 september 1926 | 16 januari 1931   |
| L.F.J.M. van Voorst tot Voorst | 21 september 1937 | 24 december 1939  |
| Ch.J.I.M. Welter               | 20 november 1945  | 21 december 1945  |
| F.C.M. Wijffels                | 20 november 1945  | 21 december 1945  |
| P.J.J. de Wit                  | 21 september 1926 | 16 september 1929 |
| P.J. Witteman                  | 20 november 1945  | 21 december 1945  |